# Sandersons
Sandersons is een warenhuis in Stocksbridge nabij de Britse stad Sheffield. Het warenhuis is actief sinds 2016.  

## Geschiedenis
In 2016 opende Deborah Holmes een warenhuis in het Fox Valley-retailpark in Stocksbridge in de regio Sheffield. Deze vlaggenschipwinkel telt twee verdiepingen op een oppervlakte van ca. 1.600 m² en biedt daarnaast een café en wellness-spa. 
In 2019 overleed Holmes aan kanker, waarna haar man de rol van CEO op zich nam. Hun dochter kwam in de zaak werken als inkoper.    
In oktober 2020 opende een filiaal in de Sanderson Arcade in Morpeth. In maart 2024 werd deze vestiging gesloten om plaats te maken voor andere winkels.
In april 2021 werd er een filiaal met een oppervlakte van 1.400 m² geopend in het Five Valleys Shopping Centre in Cotswolds in Stroud. In januari 2024 overwoog het management van Sandersons, na een strategische herbeoordeling, om dit warenhuis in Stroud alweer te sluiten. Na toezeggingen van het Gloucestershire County Council en het Stroud District Council om de openbare ruimte in de stad te verbeteren, werd besloten om het filiaal toch open te houden.